# Xã Cardington, Quận Morrow, Ohio
Xã Cardington (tiếng Anh: Cardington Township) là một xã thuộc quận Morrow, tiểu bang Ohio, Hoa Kỳ. Năm 2010, dân số của xã này là 3.095 người.